# 民主党 (日本1998年)

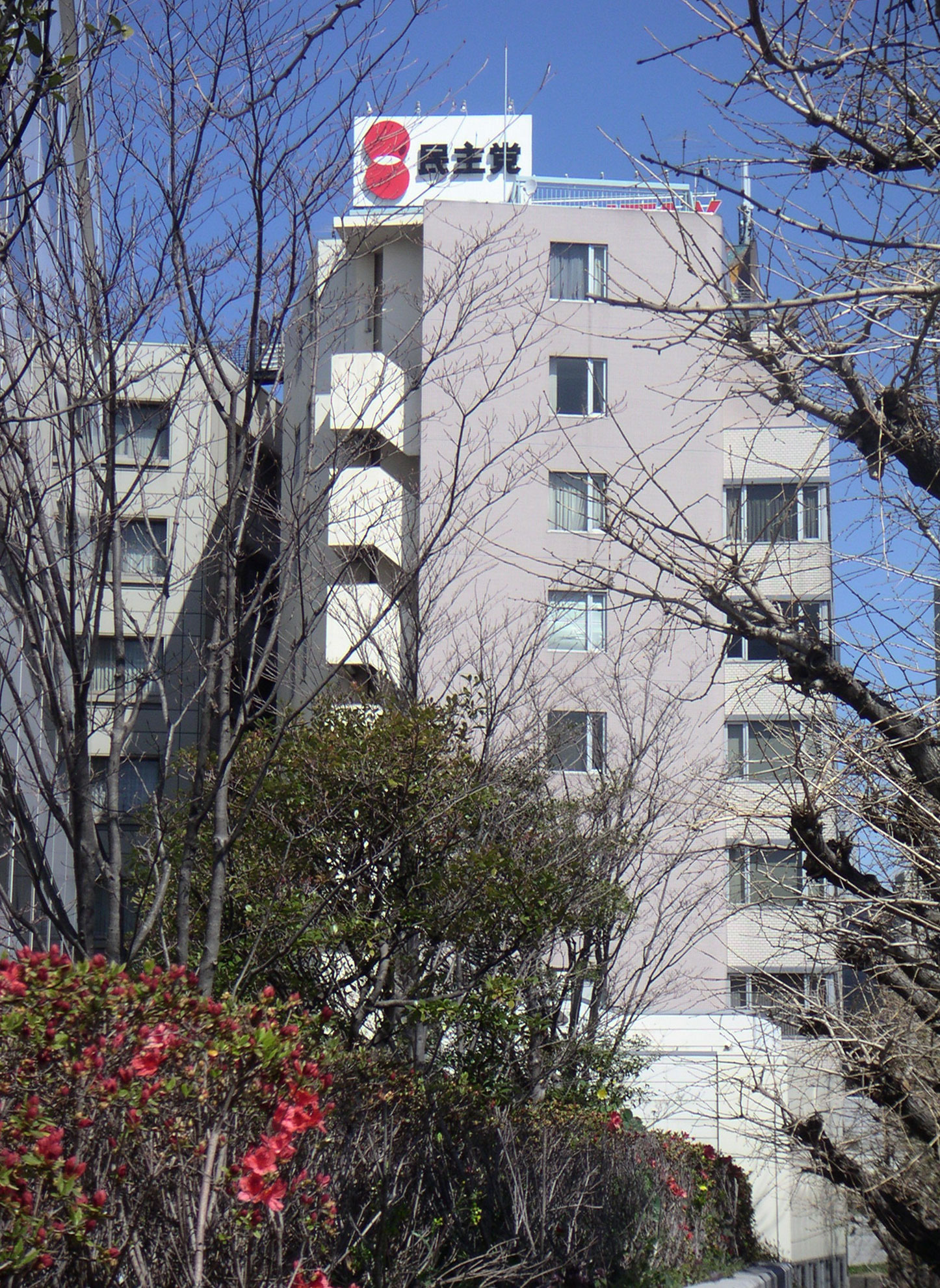
位於東京永田町的民主黨本部

民主黨（日语：／ minshu tō */?）是已解散的日本政黨，1998年由多個在野政黨合併而成，2009年至2012年為日本的執政黨，2016年与维新党的一部分合并组成民進黨。

## 概述
1996年，在在野党的鸠山由纪夫、菅直人等国会议员的策划下，旧民主党成立。1998年4月，旧民主党与民政党、新党友爱、民主改革连合等数个政党合并，正式成为了新的民主党。建党时民主党持“民主中道”的基本理念，后因为与自持右派立场的自民党对立，基本定位为一个中间派的自由主义政党。

## 党史
日本歷史上有不少的「民主黨」，該民主黨成立於1998年4月27日，由鳩山由紀夫與菅直人等人成立，成員不少來自過去的日本社會黨、民社黨、自由民主黨、新進黨以及如先驅新黨、太陽黨等其他小黨，所以在成員來源上成份不一。1998年4月27日，參加院內會派「民主友愛太陽國民聯合」（民友連）的民主黨、民政黨、新黨友愛、民主改革聯合合流結成新的民主黨。此新民主黨在創黨的時候是「非自民、非小澤」的勢力。
民主党和自由党于2003年9月24日在东京签署了《合并协议书》，正式将两党合并。协议指出自由党于2003年9月26日解散，其议员加入民主党。合并后民主党代表为原民主党代表菅直人，原自由党党首小泽一郎暂不在合并后的民主党内担任职务。民主黨在合併自由黨後，眾議院與參議院席次都有所成長。
2005年9月17日，民主黨經過2005年日本大選落敗後，選出前原誠司為黨魁，取代辭職的岡田克也。2006年前原誠司因為堀江電郵事件而辭去黨魁，4月7日，民主党举行该党国会议员大会，选举63岁的小泽一郎为新党首。他以119票高票当选，而竞争对手菅直人则只获得了72票。2007年參議院選舉，民主黨首次成為參議院第一大黨，聯合其他在野黨在參議院持有過半席次，民主黨人江田五月當選參議院議長。
在控制参议院后，起初党首小泽愿于首相福田康夫组成大联合政府，但是却遭到了党内的反对而作罢。之后，民主党在“扭曲国会”之中利用参议院多数不断阻挠政府施政，与自民党政权全面对抗。直到2009年，小泽一郎由于政治献金丑闻而请辞党首，其支持的鸠山由纪夫再度当选党代表一职，领导民主党参加大选。

### 执政：2009-2012
2009年8月31日，日本第45屆眾議院大選結果揭曉，民主黨獲得眾議院480議席中的308席，控制超過半數議席，成為眾議院第一大黨，獲得組閣權，其党首鸠山由纪夫随后获国会指名为首相。民主黨上台後，與社民黨、國民新黨組成聯合政府，但却执政不佳。首先，鸠山因為無法解決經濟以及普天間基地搬遷問題違反競選承諾（社民黨之後因普天間基地問題退出聯合政府），加上自己以及干事长小泽一郎等人的政治獻金醜聞，民意支持率快速下降，随即在次年6月下台。
6月4日，前代表菅直人出马当选新任党首，并成为了第二任民主党籍的首相。初期菅以“脱小泽”的新内阁赢得民心，但随后因消费税发言的问题，在其領導的參議院選舉使民主黨失去参院控制權。选后，小泽派系开始对菅直人发难，小泽更在9月的代表选举中挑战菅直人的地位，然而菅直人最终连任。但是，踏进2011年后菅内阁就因三一一大地震及福岛第一核电站事故处理失当而被国民批评，同年8月被小泽等人逼宫而请辞。
2011年8月29日，财务大臣野田佳彥在代表选举中获胜。野田拜相后初时在人事问题上曾打出“党内融和”的口号团结反主流派。然而，野田始终追求消费税增税来摆脱日本的财政困境，此议激起党内反弹，小泽一郎等坚决反对，迫使野田打算与在野自公两党合作来通过增税法案。尽管野田最终强硬通过法案，但小泽等人遂于12年7月初宣布退党，民主党陷入分裂。加上在野党的连番炮轰，最終迫使野田在11月14日的众议院会议上突然宣布解散國會，於2012年底舉行眾議院大選。民主党隨即因执政的劣迹在选举中大挫，在該次選舉的席次大幅滑落至57席，为创党以来最低，3年3个月的执政生涯也画上句号，首相野田开票当晚即辞去党代表一职。

### 下野與解散：2012-2016
2012年12月25日，日本前经济产业大臣海江田万里当选民主党新党首，任期将到2015年9月。然而在2013年6月23日东京都议会选举中民主党大败，只得到15个议席，淪為第四大黨。时任民主党干事长细野豪志表示这是严峻的结果。
2013年7月21日举行参议院选举，民主党大败，只得到17个议席，损失27个席位。时任民主党干事长细野豪志在选举后宣布辞职。其后被民主党代表海江田万里挽留，但最终获准。此后由于海江田始终坚持自主再建的原则，对于和其他新兴在野党的合作并不积极，党内对其不满也日渐增多，甚至有人要求海江田辞职。
2014年9月，海江田万里决定改组党执行部，前党首冈田克也担任选举事务的党代表代行，而枝野幸男则成为新任干事长，以图对抗强大的安倍政权。11月，安倍因延迟增税问题解散众议院问信于民，在选战中海江田猛批安倍政权的经济方针，最后民主党获得73席，相比选前增加了11席，但身为党首的海江田万里落选，当日海江田宣布辞职。16日，党召开常任干事会，决定在15年1月举行党代表选举，包括普通的党员也将能参加投票，并将在选举公示后安排候选人展开各地的演说，以期获得新的支持。
2016年2月22日，民主黨與維新黨達成基本協議，兩黨將合併成立新政黨，惟合併細節尚未確定。2016年3月14日，經網路上作民間調查、公開徵選黨名後，正式確立新黨名稱將定名為“民进党”。3月27日，兩黨正式合併為民進黨。

## 政策
民主党以「建立自由与安心的社会」为号召，政策包括要求日本政治“脱官僚”，反对「政治人物（政黨）、官僚（公務員系統）、經濟界的鐵三角」、建立透明与公正的规范、实现共生社会、国民主权原则、在国际上建立可信赖的国家。民主党反对首相参拜靖国神社，避免激發與鄰國的衝突。

## 黨首
民主黨的最高負責人稱為常任幹事會代表（日语：じょうにんかんじかいだいひょう），日語多通稱為民主黨代表，中文語境則为免誤解而多將「代表」一詞以「黨魁」或「黨首」稱之。其正式任期在2000年前為1年、2000年至2012年間為2年、2012年後為3年。如遇任期內辭職狀況，2011年前為當選者完成原任者的任期，2012年起取消續任的機制，改為當選者直接接任至3年後的9月底為止。民主黨代表沒有連任次數的限制。
1. 菅直人：1998年4月27日—1999年1月18日
2. 菅直人：1999年1月18日—1999年9月25日
3. 鳩山由紀夫：1999年9月25日—2000年9月9日
4. 鳩山由紀夫：2000年9月9日—2002年9月23日
5. 鳩山由紀夫：2002年9月23日—2002年12月10日
  1. 菅直人：2002年12月10日—2004年5月18日（續任）
  2. 岡田克也：2004年5月18日—2004年9月13日（續任）
6. 岡田克也：2004年9月13日—2005年9月17日
  1. 前原誠司：2005年9月17日—2006年4月7日（續任）
  2. 小泽一郎：2006年4月7日—2006年9月12日（續任）
7. 小泽一郎：2006年9月12日—2008年9月21日
8. 小泽一郎：2008年9月21日—2009年5月16日
  1. 鳩山由紀夫：2009年5月16日—2010年6月4日（續任） 
  2. 菅直人：2010年6月4日—2010年9月14日（續任）
9. 菅直人：2010年9月14日—2011年8月28日 
  1. 野田佳彥：2011年8月29日—2012年9月21日（續任）
10. 野田佳彥：2012年9月21日—2012年12月25日
11. 海江田万里：2012年12月25日—2014年12月15日
12. 岡田克也（第二次）：2014年12月15日—2016年3月27日

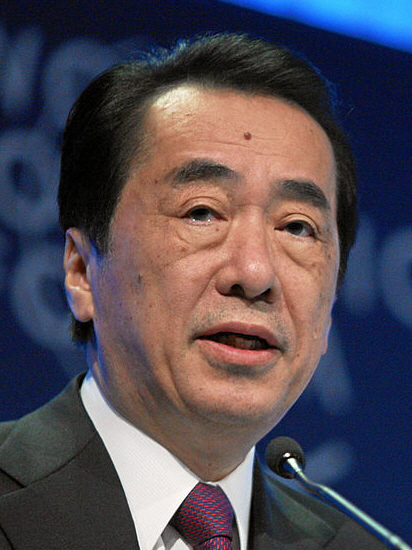
菅直人
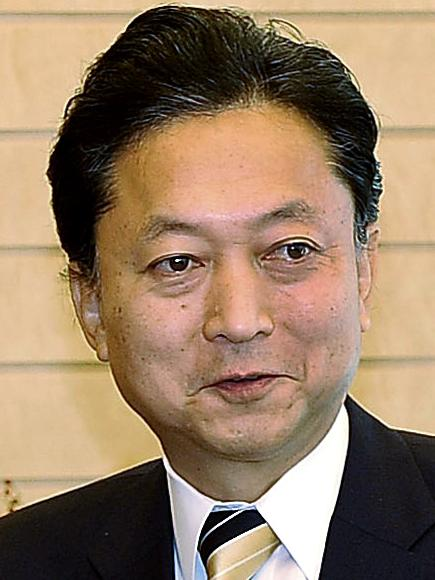
鳩山由紀夫
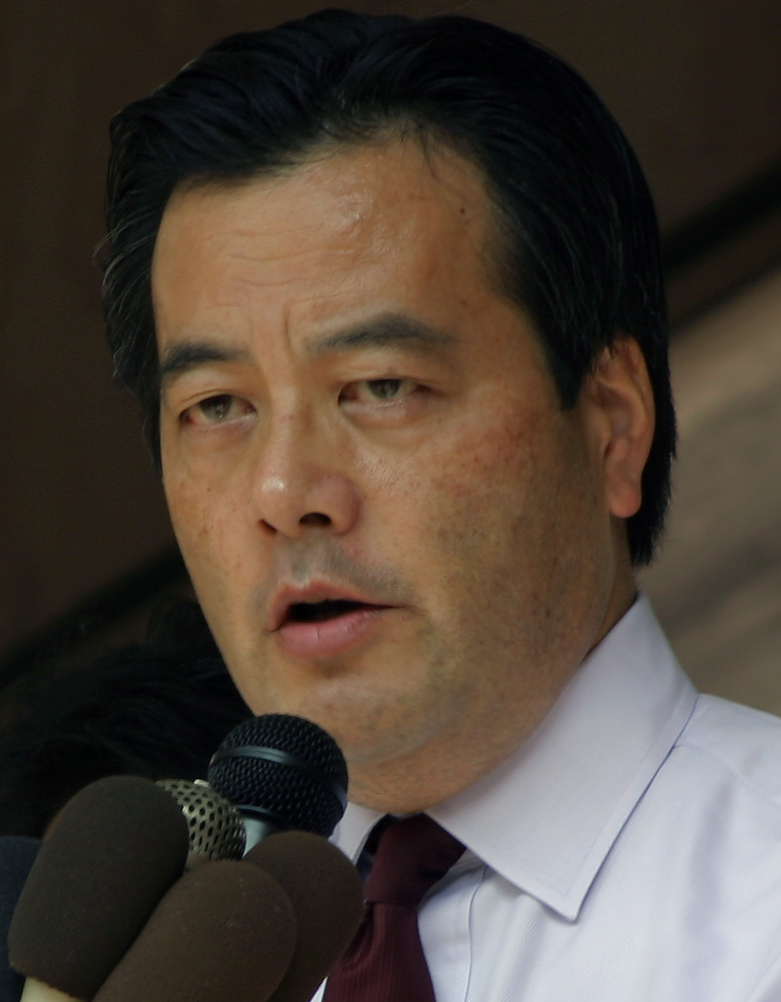
岡田克也
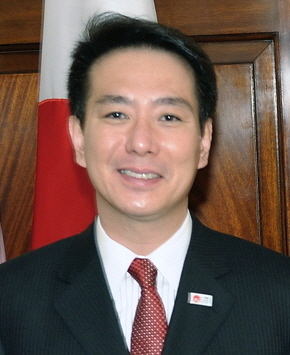
前原誠司
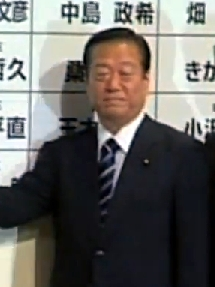
小澤一郎
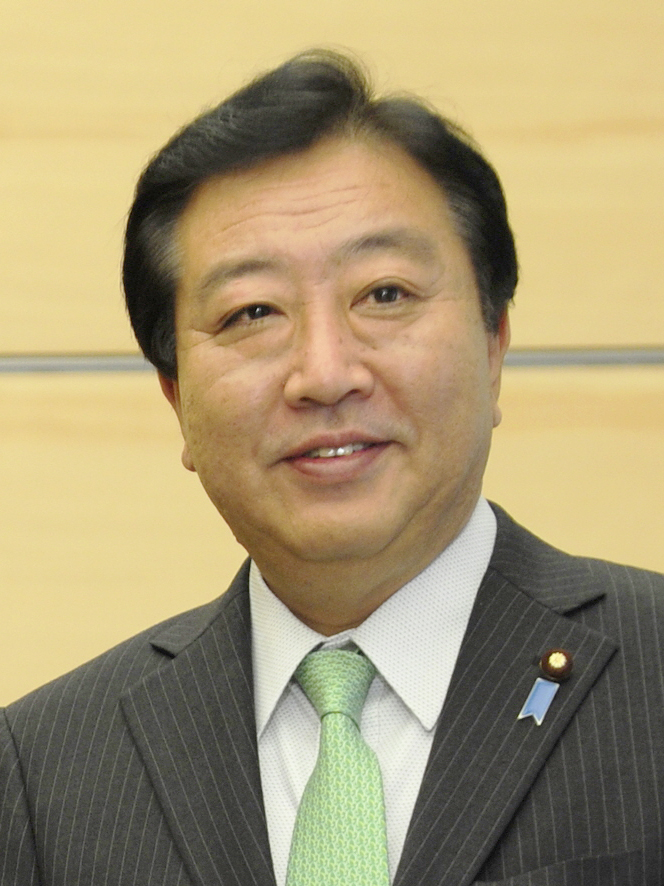
野田佳彥
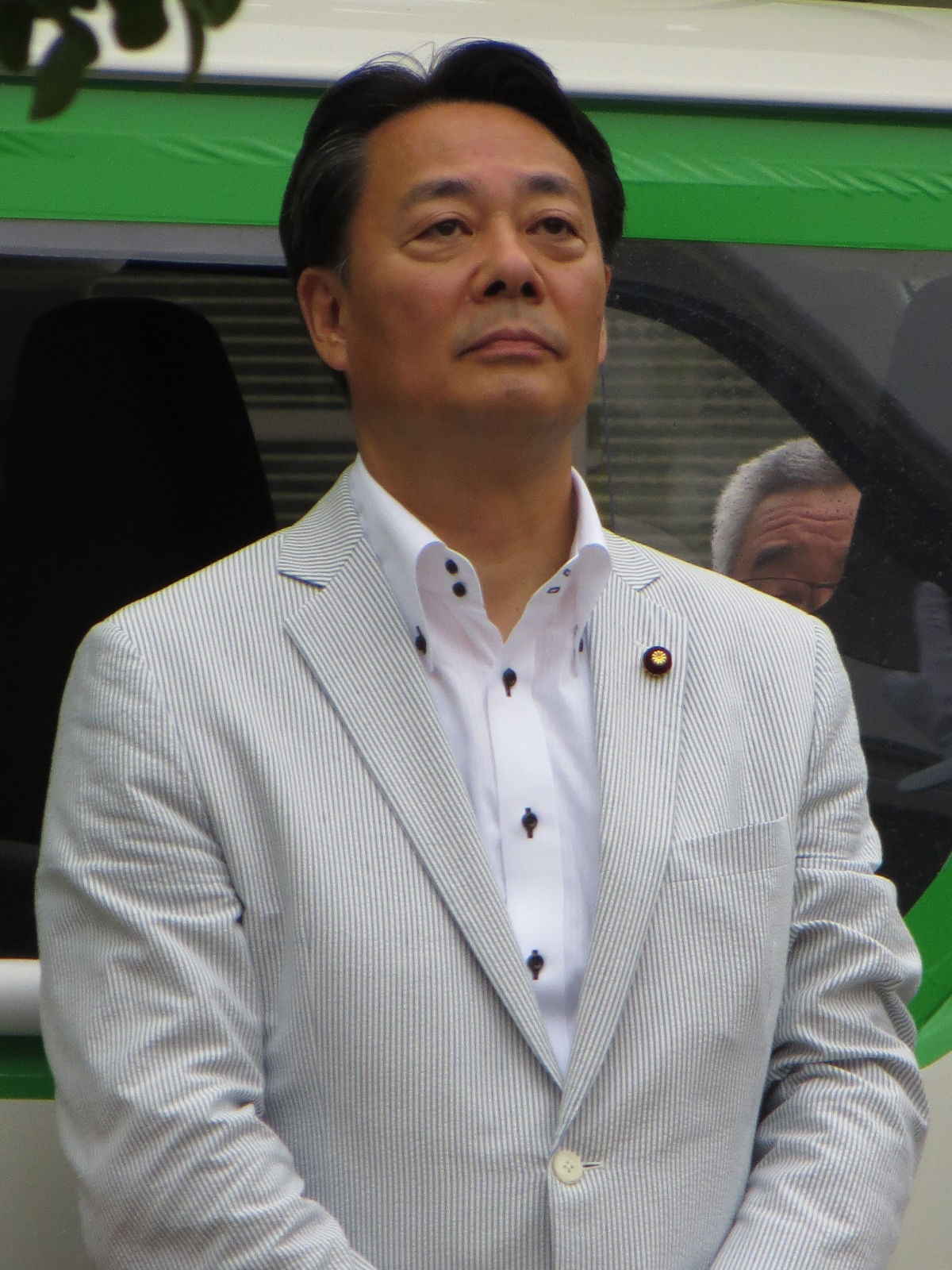
海江田萬里

※備註：上列依正式任期排序。標示者表示其任內時曾擔任日本首相。

## 黨勢推移

### 眾議院
| 選舉                   | 當選/定數 | 候補人數 | 得票数（得票率）     | 得票数（得票率）     | 備註       |
| 選舉                   | 當選/定數 | 候補人數 | 選舉區               | 比例代表             | 備註       |
| ---------------------- | --------- | -------- | -------------------- | -------------------- | ---------- |
| （1998年結党時）       | 98 / 500  | -        |                      |                      |            |
| 第42屆總選舉（2000年） | 127 / 480 | 262      | 16,811,732（27.61%） | 15,067,990（25.18%） | 追加公認+2 |
| 第43屆總選舉（2003年） | 177 / 480 | 277      | 21,814,154（36.66%） | 22,095,636（37.39%） | 追加公認+3 |
| 第44屆總選舉（2005年） | 113 / 480 | 299      | 24,804,786（36.44%） | 21,036,425（31.02%） |            |
| 第45屆總選舉（2009年） | 308 / 480 | 330      | 33,475,334（47.43%） | 29,844,799（42.41%） |            |
| 第46屆總選舉（2012年） | 57 / 480  | 267      | 13,598,773（22.81%） | 9,628,653（16.00%）  |            |
| 第47屆總選舉（2014年） | 73 / 475  | 267      | 11,916,838（22.50%） | 9,775,991（18.33%）  |            |

### 參議院
| 選舉                     | 總議席數/定數 | 當選 | 候補人數 | 得票数（得票率）     | 得票数（得票率）     | 備註       |
| 選舉                     | 總議席數/定數 | 當選 | 候補人數 | 選舉區               | 比例代表             | 備註       |
| ------------------------ | ------------- | ---- | -------- | -------------------- | -------------------- | ---------- |
| （1998年結党時）         | 38 / 252      | -    | -        |                      |                      |            |
| 第18屆通常選舉（1998年） | 47 / 252      | 27   | 48       | 9,063,939（16.20%）  | 12,209,685（21.75%） | 追加公認+7 |
| 第19屆通常選舉（2001年） | 59 / 247      | 26   | 63       | 10,066,552（18.53%） | 8,990,524（16.42%）  | 追加公認+1 |
| 第20屆通常選舉（2004年） | 82 / 242      | 50   | 74       | 21,931,984（39.09%） | 21,137,457（37.79%） | 追加公認+2 |
| 第21屆通常選舉（2007年） | 109 / 242     | 60   | 80       | 24,006,817（40.45%） | 23,256,247（39.48%） | 追加公認+4 |
| 第22屆通常選舉（2010年） | 106 / 242     | 44   | 106      | 22,756,000（38.97%） | 18,450,139（31.56%） |            |
| 第23屆通常選舉（2013年） | 59 / 242      | 17   | 55       | 8,646,371（16.29%）  | 7,134,215（13.40%）  |            |

## 关联项目
- 民主黨派閥
- 自由民主党 (日本)
- 鐵三角 (政治學)

## 外部連結
- 民主黨官方網站 （页面存档备份，存于）